# Vuelta a Andalucía 2024
La 70.ª edición de la competición ciclista Vuelta a Andalucía fue una carrera de ciclismo en ruta por etapas que se celebró entre el 14 y el 18 de febrero de 2024 en España con inicio en la ciudad de Almuñécar y final en la ciudad de La Línea de la Concepción, sobre una distancia total de 850,2 kilómetros.
La carrera formó parte del UCI ProSeries 2024, calendario ciclístico mundial de segunda división, dentro de la categoría UCI 2.Pro.

## Equipos participantes
Tomaron parte en la carrera 15 equipos: 7 de categoría UCI WorldTeam invitados por la organización y 8 de categoría UCI ProTeam. Formaron así un pelotón de XXX ciclistas de los que acabaron xxx. Los equipos participantes fueron:
| WorldTeams (7)- Alpecin-Deceuninck - Astana Qazaqstan Team - Bahrain Victorious - Decathlon-AG2R La Mondiale - Movistar Team - Team Jayco AlUla - UAE Team Emirates ProTeams (8)- Burgos-BH - Caja Rural-Seguros RGA - Equipo Kern Pharma - Euskaltel-Euskadi - Lotto Dstny - Q36.5 Pro Cycling Team - Team Flanders-Baloise - Polti Kometa |
| |

## Recorrido
La Vuelta a Andalucía dispuso de cinco etapas dividido en dos etapas escarpadas, dos etapas de media montaña, y una etapa de alta montaña, para un recorrido total de 850,2 kilómetros.
| Etapa     | Fecha     | Recorrido                             | type                    | Distancia (km) | Desnivel (m) | Ganador         | Líder          |
| --------- | --------- | ------------------------------------- | ----------------------- | -------------- | ------------ | --------------- | -------------- |
| 1.ª etapa | 14 de feb | Almuñécar – Cádiar                    | etapa de montaña        | 162,3          | 3781 m       | etapa cancelada |                |
| 2.ª etapa | 15 de feb | Vélez-Málaga – Alcaudete              | etapa de montaña        | 192,2          | 3386 m       | etapa cancelada |                |
| 3.ª etapa | 16 de feb | Alcaudete – Alcaudete                 | contrarreloj individual | 4,95           | 186 m        | Maxim Van Gils  | Maxim Van Gils |
| 4.ª etapa | 17 de feb | Lucena – Lucena                       | etapa de media montaña  | 100            | 2000 m       | etapa cancelada |                |
| 5.ª etapa | 18 de feb | Benahavís – La Línea de la Concepción | etapa de media montaña  | 168            | 2991 m       | etapa cancelada |                |

## Desarrollo de la carrera

### 1.ª etapa
| Almuñécar - Cádiar | etapa de montaña | (162,3 km) |

| \| Clasificación de la etapa \| Clasificación de la etapa \| Clasificación de la etapa \| Clasificación de la etapa \| Clasificación de la etapa \| \| Ciclista \| Ciclista \| Equipo \| Tiempo \| \| \| ------------------------- \| ------------------------- \| ------------------------- \| ------------------------- \| ------------------------- \| |          |        |        |
| |          |        |        |
| Fuente: ProCyclingStats |          |        |        |
| Clasificación de la etapa |          |        |        |
| Ciclista | Ciclista | Equipo | Tiempo |

| \| Clasificación general \| Clasificación general \| Clasificación general \| Clasificación general \| Clasificación general \| \| Ciclista \| Ciclista \| Equipo \| Tiempo \| \| \| --------------------- \| --------------------- \| --------------------- \| --------------------- \| --------------------- \| |          |        |        |
| |          |        |        |
| Fuente: ProCyclingStats |          |        |        |
| Clasificación general |          |        |        |
| Ciclista | Ciclista | Equipo | Tiempo |

### 2.ª etapa
| Vélez-Málaga - Alcaudete | etapa de montaña | (192,2 km) |

| \| Clasificación de la etapa \| Clasificación de la etapa \| Clasificación de la etapa \| Clasificación de la etapa \| Clasificación de la etapa \| \| Ciclista \| Ciclista \| Equipo \| Tiempo \| \| \| ------------------------- \| ------------------------- \| ------------------------- \| ------------------------- \| ------------------------- \| |          |        |        |
| |          |        |        |
| Fuente: ProCyclingStats |          |        |        |
| Clasificación de la etapa |          |        |        |
| Ciclista | Ciclista | Equipo | Tiempo |

| \| Clasificación general \| Clasificación general \| Clasificación general \| Clasificación general \| Clasificación general \| \| Ciclista \| Ciclista \| Equipo \| Tiempo \| \| \| --------------------- \| --------------------- \| --------------------- \| --------------------- \| --------------------- \| |          |        |        |
| |          |        |        |
| Fuente: ProCyclingStats |          |        |        |
| Clasificación general |          |        |        |
| Ciclista | Ciclista | Equipo | Tiempo |

### 3.ª etapa
| Alcaudete - Alcaudete | contrarreloj individual | (4,95 km) |

| \| Clasificación de la etapa \| Clasificación de la etapa \| Clasificación de la etapa \| Clasificación de la etapa \| Clasificación de la etapa \| \| Ciclista \| Ciclista \| Equipo \| Tiempo \| \| \| ------------------------- \| ------------------------- \| -------------------------- \| ------------------------- \| ------------------------- \| \| 1.º \| Maxim Van Gils \| Lotto Dstny \| 8 min 17 s \| \| \| 2.º \| Juan Ayuso \| UAE Team Emirates \| + 10 s \| \| \| 3.º \| Antonio Tiberi \| Bahrain Victorious \| + 10 s \| \| \| 4.º \| Jefferson Cepeda \| Caja Rural-Seguros RGA \| + 13 s \| \| \| 5.º \| Tim Wellens \| UAE Team Emirates \| + 14 s \| \| \| 6.º \| Sylvain Moniquet \| Lotto Dstny \| + 14 s \| \| \| 7.º \| Santiago Buitrago \| Bahrain Victorious \| + 16 s \| \| \| 8.º \| Alex Baudin \| Decathlon-AG2R La Mondiale \| + 21 s \| \| \| 9.º \| Marc Soler \| UAE Team Emirates \| + 23 s \| \| \| 10.º \| Gonzalo Serrano Rodríguez \| Movistar Team \| + 24 s \| \| |                           |                            |            |
| |                           |                            |            |
| Fuente: ProCyclingStats |                           |                            |            |
| Clasificación de la etapa |                           |                            |            |
| Ciclista | Ciclista                  | Equipo                     | Tiempo     |
| 1.º | Maxim Van Gils            | Lotto Dstny                | 8 min 17 s |
| 2.º | Juan Ayuso                | UAE Team Emirates          | + 10 s     |
| 3.º | Antonio Tiberi            | Bahrain Victorious         | + 10 s     |
| 4.º | Jefferson Cepeda          | Caja Rural-Seguros RGA     | + 13 s     |
| 5.º | Tim Wellens               | UAE Team Emirates          | + 14 s     |
| 6.º | Sylvain Moniquet          | Lotto Dstny                | + 14 s     |
| 7.º | Santiago Buitrago         | Bahrain Victorious         | + 16 s     |
| 8.º | Alex Baudin               | Decathlon-AG2R La Mondiale | + 21 s     |
| 9.º | Marc Soler                | UAE Team Emirates          | + 23 s     |
| 10.º | Gonzalo Serrano Rodríguez | Movistar Team              | + 24 s     |

| \| Clasificación general \| Clasificación general \| Clasificación general \| Clasificación general \| Clasificación general \| \| Ciclista \| Ciclista \| Equipo \| Tiempo \| \| \| --------------------- \| ------------------------- \| -------------------------- \| --------------------- \| --------------------- \| \| 1.º \| Maxim Van Gils \| Lotto Dstny \| 8 min 17 s \| \| \| 2.º \| Juan Ayuso \| UAE Team Emirates \| + 10 s \| \| \| 3.º \| Antonio Tiberi \| Bahrain Victorious \| + 10 s \| \| \| 4.º \| Jefferson Cepeda \| Caja Rural-Seguros RGA \| + 13 s \| \| \| 5.º \| Tim Wellens \| UAE Team Emirates \| + 14 s \| \| \| 6.º \| Sylvain Moniquet \| Lotto Dstny \| + 14 s \| \| \| 7.º \| Santiago Buitrago \| Bahrain Victorious \| + 16 s \| \| \| 8.º \| Alex Baudin \| Decathlon-AG2R La Mondiale \| + 21 s \| \| \| 9.º \| Marc Soler \| UAE Team Emirates \| + 23 s \| \| \| 10.º \| Gonzalo Serrano Rodríguez \| Movistar Team \| + 24 s \| \| |                           |                            |            |
| |                           |                            |            |
| Fuente: ProCyclingStats |                           |                            |            |
| Clasificación general |                           |                            |            |
| Ciclista | Ciclista                  | Equipo                     | Tiempo     |
| 1.º | Maxim Van Gils            | Lotto Dstny                | 8 min 17 s |
| 2.º | Juan Ayuso                | UAE Team Emirates          | + 10 s     |
| 3.º | Antonio Tiberi            | Bahrain Victorious         | + 10 s     |
| 4.º | Jefferson Cepeda          | Caja Rural-Seguros RGA     | + 13 s     |
| 5.º | Tim Wellens               | UAE Team Emirates          | + 14 s     |
| 6.º | Sylvain Moniquet          | Lotto Dstny                | + 14 s     |
| 7.º | Santiago Buitrago         | Bahrain Victorious         | + 16 s     |
| 8.º | Alex Baudin               | Decathlon-AG2R La Mondiale | + 21 s     |
| 9.º | Marc Soler                | UAE Team Emirates          | + 23 s     |
| 10.º | Gonzalo Serrano Rodríguez | Movistar Team              | + 24 s     |

### 4.ª etapa
| Lucena - Lucena | etapa de media montaña | (100 km) |

| \| Clasificación de la etapa \| Clasificación de la etapa \| Clasificación de la etapa \| Clasificación de la etapa \| Clasificación de la etapa \| \| Ciclista \| Ciclista \| Equipo \| Tiempo \| \| \| ------------------------- \| ------------------------- \| ------------------------- \| ------------------------- \| ------------------------- \| |          |        |        |
| |          |        |        |
| Fuente: ProCyclingStats |          |        |        |
| Clasificación de la etapa |          |        |        |
| Ciclista | Ciclista | Equipo | Tiempo |

| \| Clasificación general \| Clasificación general \| Clasificación general \| Clasificación general \| Clasificación general \| \| Ciclista \| Ciclista \| Equipo \| Tiempo \| \| \| --------------------- \| --------------------- \| --------------------- \| --------------------- \| --------------------- \| |          |        |        |
| |          |        |        |
| Fuente: ProCyclingStats |          |        |        |
| Clasificación general |          |        |        |
| Ciclista | Ciclista | Equipo | Tiempo |

### 5.ª etapa
| Benahavís - La Línea de la Concepción | etapa de media montaña | (168 km) |

| \| Clasificación de la etapa \| Clasificación de la etapa \| Clasificación de la etapa \| Clasificación de la etapa \| Clasificación de la etapa \| \| Ciclista \| Ciclista \| Equipo \| Tiempo \| \| \| ------------------------- \| ------------------------- \| ------------------------- \| ------------------------- \| ------------------------- \| |          |        |        |
| |          |        |        |
| Fuente: ProCyclingStats |          |        |        |
| Clasificación de la etapa |          |        |        |
| Ciclista | Ciclista | Equipo | Tiempo |

## Clasificaciones finales
- Las clasificaciones finalizaron de la siguiente forma:[4]

### Clasificación general
| \| Clasificación general \| Clasificación general \| Clasificación general \| Clasificación general \| Clasificación general \| \| Ciclista \| Ciclista \| Equipo \| Tiempo \| \| \| --------------------- \| --------------------- \| --------------------- \| --------------------- \| --------------------- \| |          |        |        |
| |          |        |        |
| Fuente: ProCyclingStats |          |        |        |
| Clasificación general |          |        |        |
| Ciclista | Ciclista | Equipo | Tiempo |

### Clasificación de la montaña
| Clasificación de la montaña | Clasificación de la montaña | Clasificación de la montaña | Clasificación de la montaña | Clasificación de la montaña |
| Ciclista                    | Ciclista                    | Equipo                      | Puntos                      |                             |
| --------------------------- | --------------------------- | --------------------------- | --------------------------- | --------------------------- |

### Clasificación de los puntos
| Clasificación por puntos | Clasificación por puntos | Clasificación por puntos | Clasificación por puntos | Clasificación por puntos |
| Ciclista                 | Ciclista                 | Equipo                   | Puntos                   |                          |
| ------------------------ | ------------------------ | ------------------------ | ------------------------ | ------------------------ |

### Clasificación por equipos
| Clasificación por equipos | Clasificación por equipos | Clasificación por equipos | Clasificación por equipos |
| Equipo                    | Equipo                    | Tiempo                    |                           |
| ------------------------- | ------------------------- | ------------------------- | ------------------------- |

## Evolución de las clasificaciones
| Etapa                   |                         | Ganador _       | Clasificación general _ |
| ----------------------- | ----------------------- | --------------- | ----------------------- |
| 1.ª etapa               | etapa de montaña        | etapa cancelada | no otorgado             |
| 2.ª etapa               | etapa de montaña        | etapa cancelada | no otorgado             |
| 3.ª etapa               | contrarreloj individual | Maxim Van Gils  | Maxim Van Gils          |
| 4.ª etapa               | etapa de media montaña  | etapa cancelada | no otorgado             |
| 5.ª etapa               | etapa de media montaña  | etapa cancelada | no otorgado             |
| Clasificaciones finales | Clasificaciones finales |                 | no otorgado             |

## Ciclistas participantes y posiciones finales
Convenciones:
- AB-N: Abandono en la etapa "N"
- FLT-N: Retiro por arribo fuera del límite de tiempo en la etapa "N"
- NTS-N: No tomó la salida para la etapa "N"
- DES-N: Descalificado o expulsado en la etapa "N"

## UCI World Ranking
La Vuelta a Andalucía otorgó puntos para el UCI World Ranking para corredores de los equipos en las categorías UCI WorldTeam, UCI ProTeam y Continental. Las siguientes tablas son el baremo de puntuación y los diez corredores que obtuvieron más puntos:
| Posición              | 1.º | 2.º | 3.º | 4.º | 5.º | 6.º | 7.º | 8.º | 9.º | 10.º | 11.º | 12.º | 13.º | 14.º | 15.º | 16.º-30.º | 31.º-40.º |
| Clasificación general | 200 | 150 | 125 | 100 | 85  | 70  | 60  | 50  | 40  | 35   | 30   | 25   | 20   | 15   | 10   | 5         | 3         |
| Por etapa             | 20  | 15  | 10  | 5   | 3   |     |     |     |     |      |      |      |      |      |      |           |           |
| Líder                 | 5   |     |     |     |     |     |     |     |     |      |      |      |      |      |      |           |           |

| Clasificación |              |        |         |       |       |       |
| Posición      | Ciclista     | Equipo | General | Etapa | Líder | Total |
| ------------- | ------------ | ------ | ------- | ----- | ----- | ----- |
| 1.º           | Bandera de ? |        | 200     | -     | -     | 200   |
| 2.º           | Bandera de ? |        | 150     | -     | -     | 150   |
| 3.º           | Bandera de ? |        | 125     | -     | -     | 125   |
| 4.º           | Bandera de ? |        | 100     | -     | -     | 100   |
| 5.º           | Bandera de ? |        | 85      | -     | -     | 85    |
| 6.º           | Bandera de ? |        | 70      | -     | -     | 70    |
| 7.º           | Bandera de ? |        | 60      | -     | -     | 60    |
| 8.º           | Bandera de ? |        | 50      | -     | -     | 50    |
| 9.º           | Bandera de ? |        | 40      | -     | -     | 40    |
| 10.º          | Bandera de ? |        | 35      | -     | -     | 35    |